# Pseudotsuga menziesii
Pseudotsuga menziesii е вид дърво от семейство Борови (Pinaceae). Видът е незастрашен от изчезване.

## Разпространение
Произхожда от Канада, Мексико и САЩ. Интродуцирана е в голяма част от Европа, включително и България.